# Международный аэропорт имени Халима Перданакусумы
Международный аэропорт имени Халима Перданакусумы (индон. Bandar Udara Internasional Halim Perdanakusuma) (ИАТА: HLP, ИКАО: WIHH) — международный аэропорт в Джакарте, Индонезия. Аэропорт расположен в Восточной Джакарте. Военная секция аэропорта используется ВВС Индонезии.
Помимо коммерческих регулярных рейсов, также используется для военных, частных и президентских самолётов. Аэропорт используется коммерческими авиакомпаниями для рейсов как внутри страны, так и за рубежом. В 2016 году аэропортом воспользовались около 5,6 млн пассажиров.

## История
Аэропорт получил свое название от имени вице-маршала авиации Халима Перданакусумы, индонезийского летчика. Сейчас здесь базируется большое количество магистральных и чартерных авиакомпаний. Кроме того, это крупная база ВВС Индонезии, где базируется большинство основных соединений, таких как 31-я эскадрилья и 17-я VIP-эскадрилья.
В 1960-х годах он был также известен как авиабаза ВВС Халим Перданакусума, а до этого как аэропорт Тжилилитан (нидерл. Vliegveld Tjililitan) в честь своего места расположения.
В качестве гражданского аэропорта Халим Перданакусума был одним из главных аэропортов города, наряду с аэропортом Кемайоран, до открытия международного аэропорта Сукарно-Хатта в Тангеранге в 1985 году. До этого он обслуживал все международные маршруты, ведущие в Джакарту, а Кемайоран обслуживал внутренние рейсы. рейсы. Закрытие Кемайорана в 1985 году, сделало Халим второстепенным аэропортом, который использовался в основном для чартерных рейсов, авиации общего назначения и учебных полётов в течение следующих 29 лет. В 1990-х годах Главное управление гражданской авиации постановило, что Халим будет обслуживать нерегулярные рейсы, а также регулярные рейсы, выполняемые воздушными судами вместимостью до 100 пассажиров.
В 2013 году, чтобы уменьшить загруженность аэропорта Сукарно-Хатта, администрация аэропорта объявила, что будет предоставлять 60 слотов в час для регулярных рейсов, в том числе для паломников хаджа 2013 года. С 2014 года аэропорт обслуживает внутренние регулярные рейсы, имея способностью до 2,2 миллиона пассажиров в год из примерно 200 000 пассажиров в 2013 году.
В начале ноября 2021 года министерство транспорта Индонезии объявило, что временно закроет аэропорт для общественного пользования на следующие девять месяцев на ремонт. Внутренние рейсы будут перенесены в международный аэропорт Сукарно-Хатта и аэропорт Пондок-Кейб. Это решение было принято на основе оценки устаревающей инфраструктуры аэропорт, такой как взлетно-посадочные полосы и терминалы, и ее влияния на качество обслуживания.
Планируется строительство, скоростной железной дороги, которая должна связать два аэропорта. Крупнейшим пользователем аэропорта была авиакомпания Batik Air, занимавшая 32 из 74 слотов, доступных для всех авиакомпаний в день.

## Терминалы

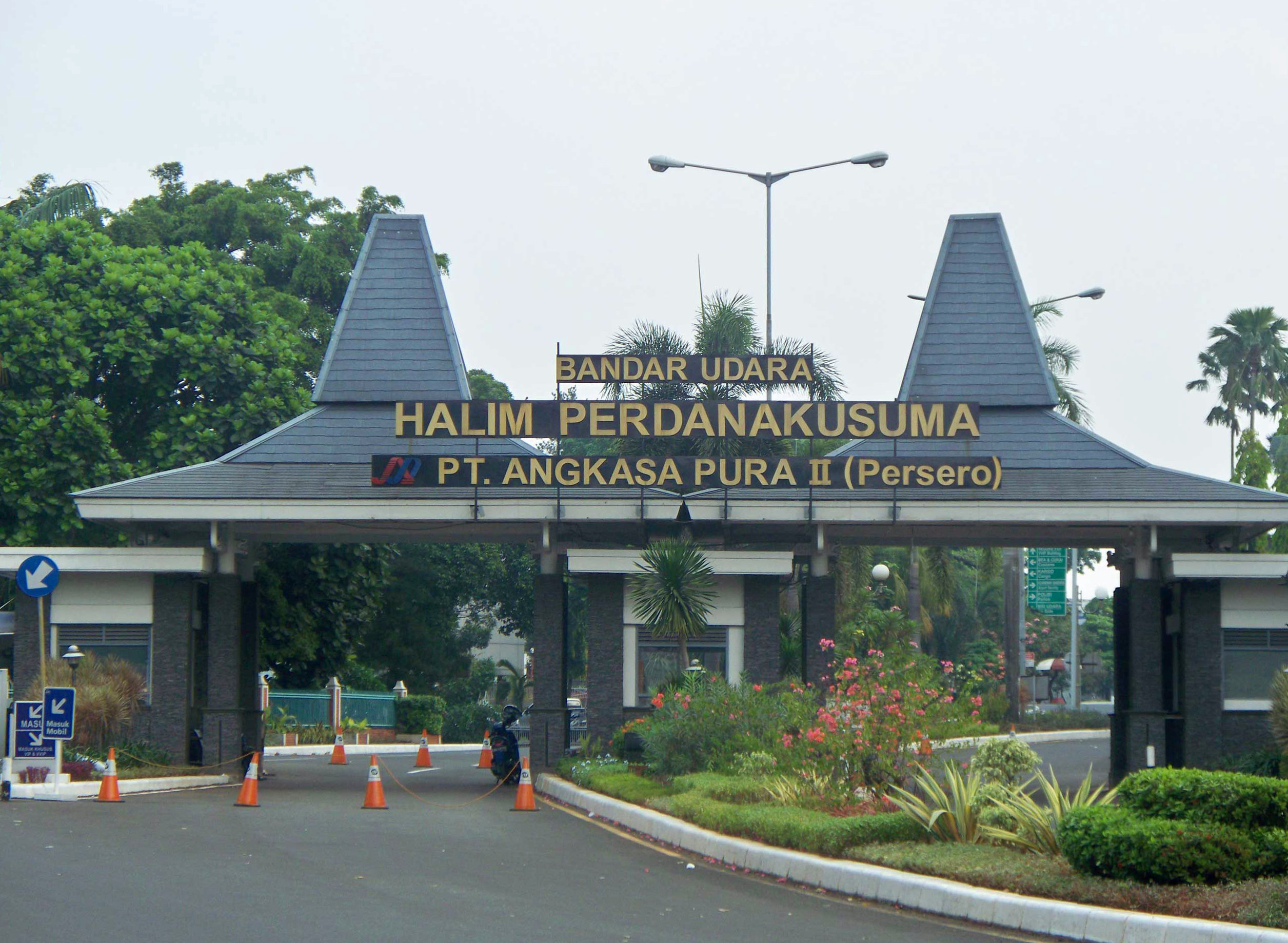
Арка, установленная на въезде в аэропорт.

### Пассажирский терминал
Этот терминал обслуживает все вылетающие и прибывающие рейсы. Терминал имеет площадь около 10000 м2.

### Президентский терминал
Этот терминал используется исключительно самолетами Президента Республики Индонезия и других высокопоставленных лиц, а также для государственных визитов.

## Скоростная железная дорога
Завершено технико-экономическое обоснование строительство скоростной железной дороги из аэропорта Сукарно-Хатта в аэропорт Халим, оно уже готово для предварительной квалификации. Первоначальный проект экспресс-поезда должен был проходить из международного аэропорта Сукарно-Хатта до Манггараи, но для реализации потребностей в транспортировке из аэропорта Халим Перданакусума, маршрут был продлен от Манггараи до него. Протяженность маршрута составит 33 км. Поездка между двумя аэропортами на поезде-экспрессе займёт 30 минут, вместо 1—3 часов. В сентябре 2019 года тогдашний министр государственных предприятий Рини Сумарно подтвердила, что текущий проект высокоскоростной железной дороги Джакарта-Бандунг также будет включать пересадочную станцию, интегрированную с сетью HSR, что обеспечит связь между двумя аэропортами в том числе и через систему Jabodebek LRT.

## Авиабаза

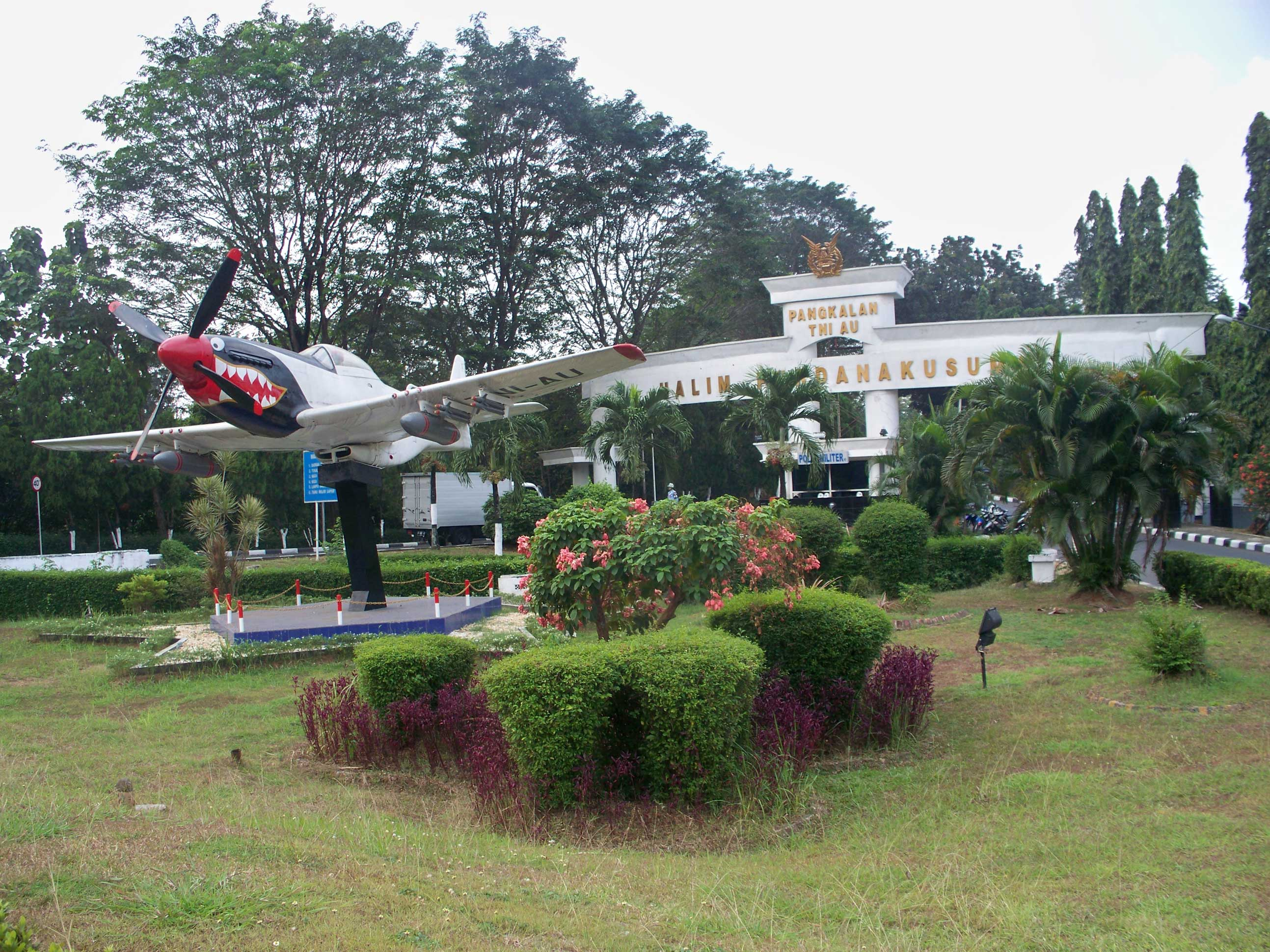
Самолёт, установленный у въезда на авиабазу.

Помимо того, что аэропорт используется для коммерческих рейсов, на территории аэропорта расположена одноименная авиабаза ВВС Индонезии, входящей в состав 1-го оперативного командования, отвечающего за воздушное пространство западной части Индонезии. 
На авиабазе базируются пять эскадрилий ВВС Индонезии и штаб-квартира 1-го оперативного командования. Помимо этого, база также занята более чем двадцатью другими подразделениями ВВС Индонезии, такими как Штаб учебного командования, Штаб национального командования воздушных операций, Штаб национального командования ПВО, Служба аэрофотосъемки и наблюдения, психологическая служба и госпиталь ВВС.

## Галерея

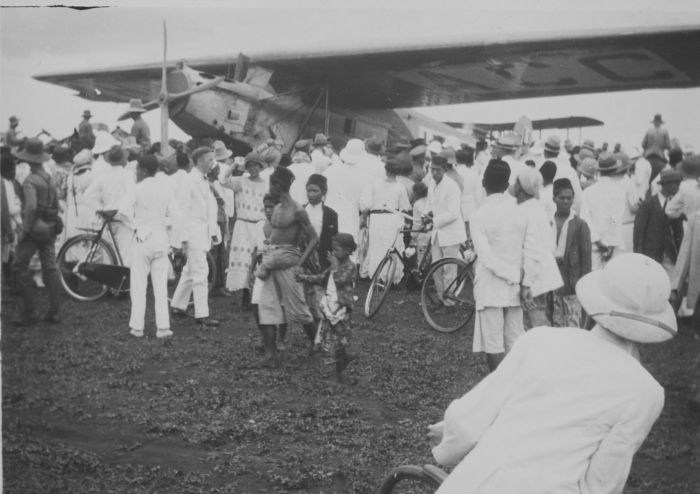
Первый самолёт, приземлившийся в аэропорту, ноябрь 1924 года
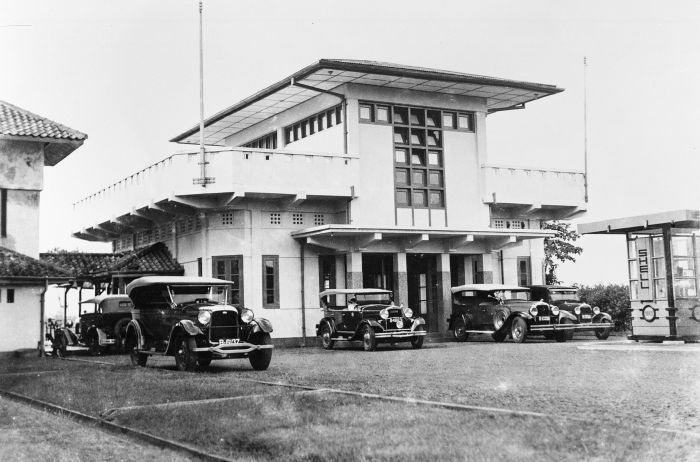
Первый пассажирский терминал аэропорта.
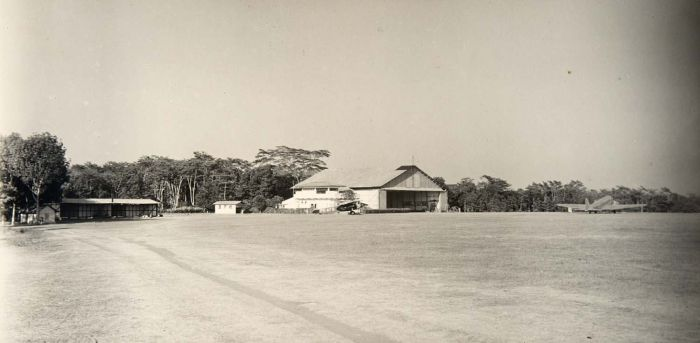
Взлётно-посадочная полоса аэропорта, 1935 год
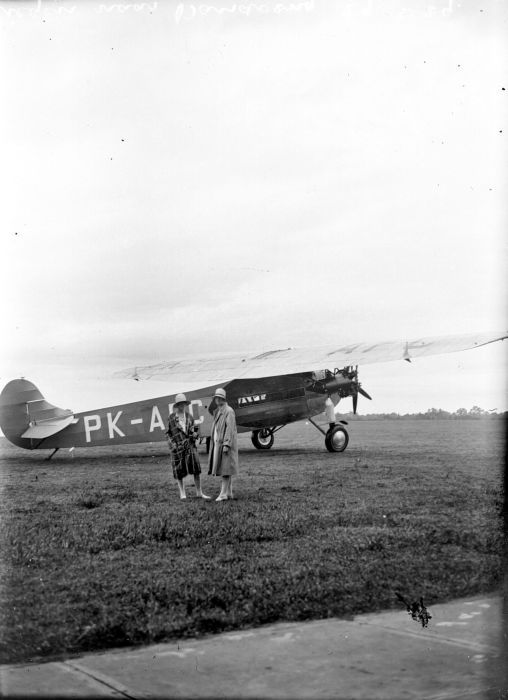
Fokker F.VII в аэропорту, 1929 год
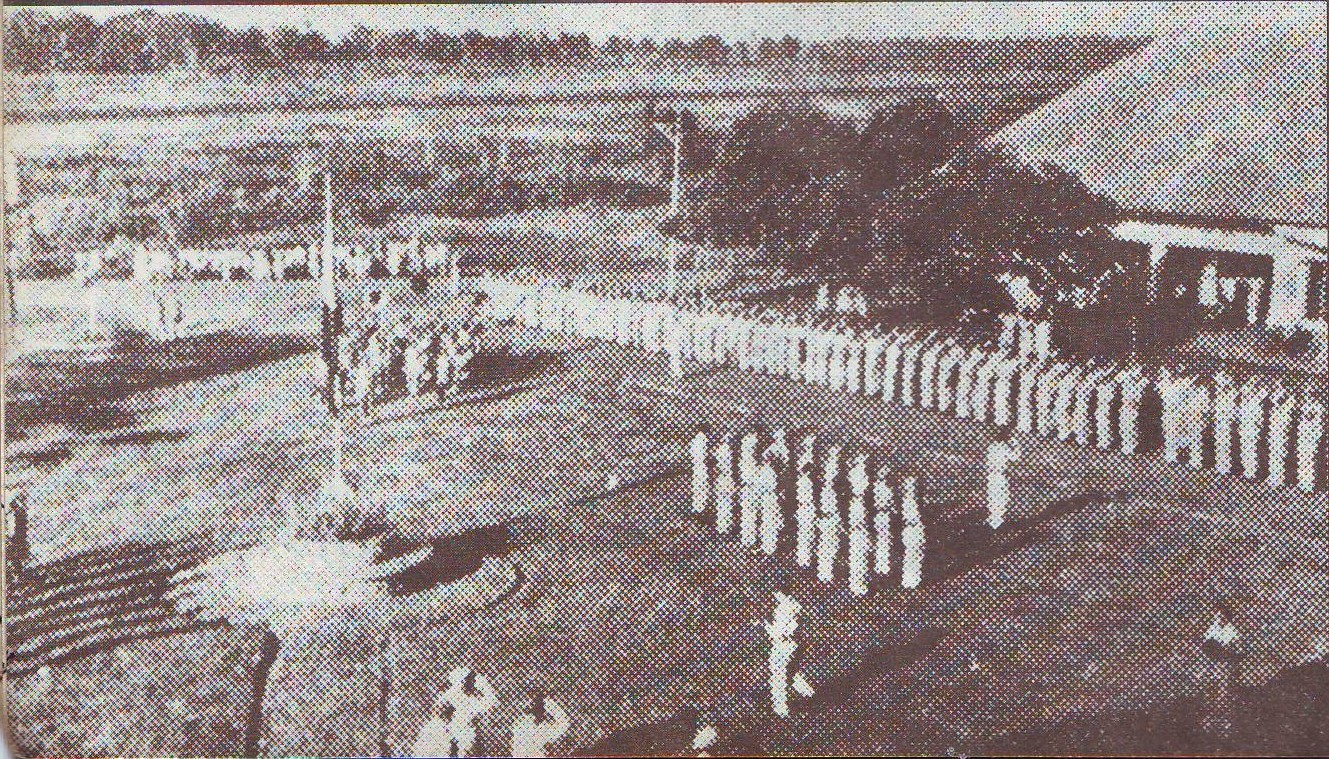
Церемония передачи авиабазы Нидерландами ВВС Индонезии, 20 июня 1950 года.
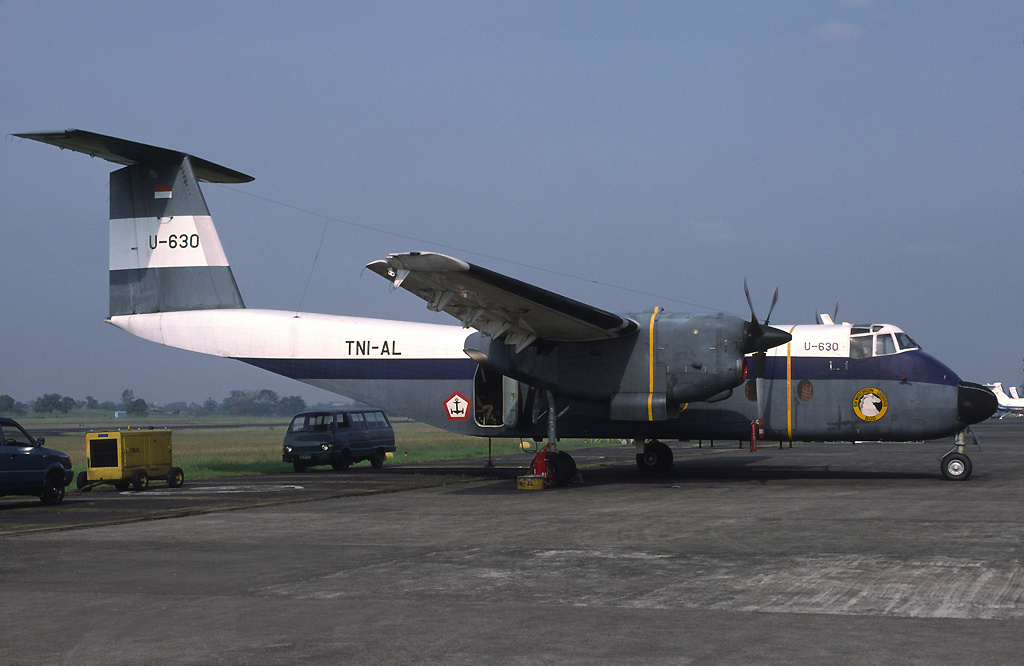
De Havilland Canada DHC-5D Buffalo ВМС Индонезии на авиабазе
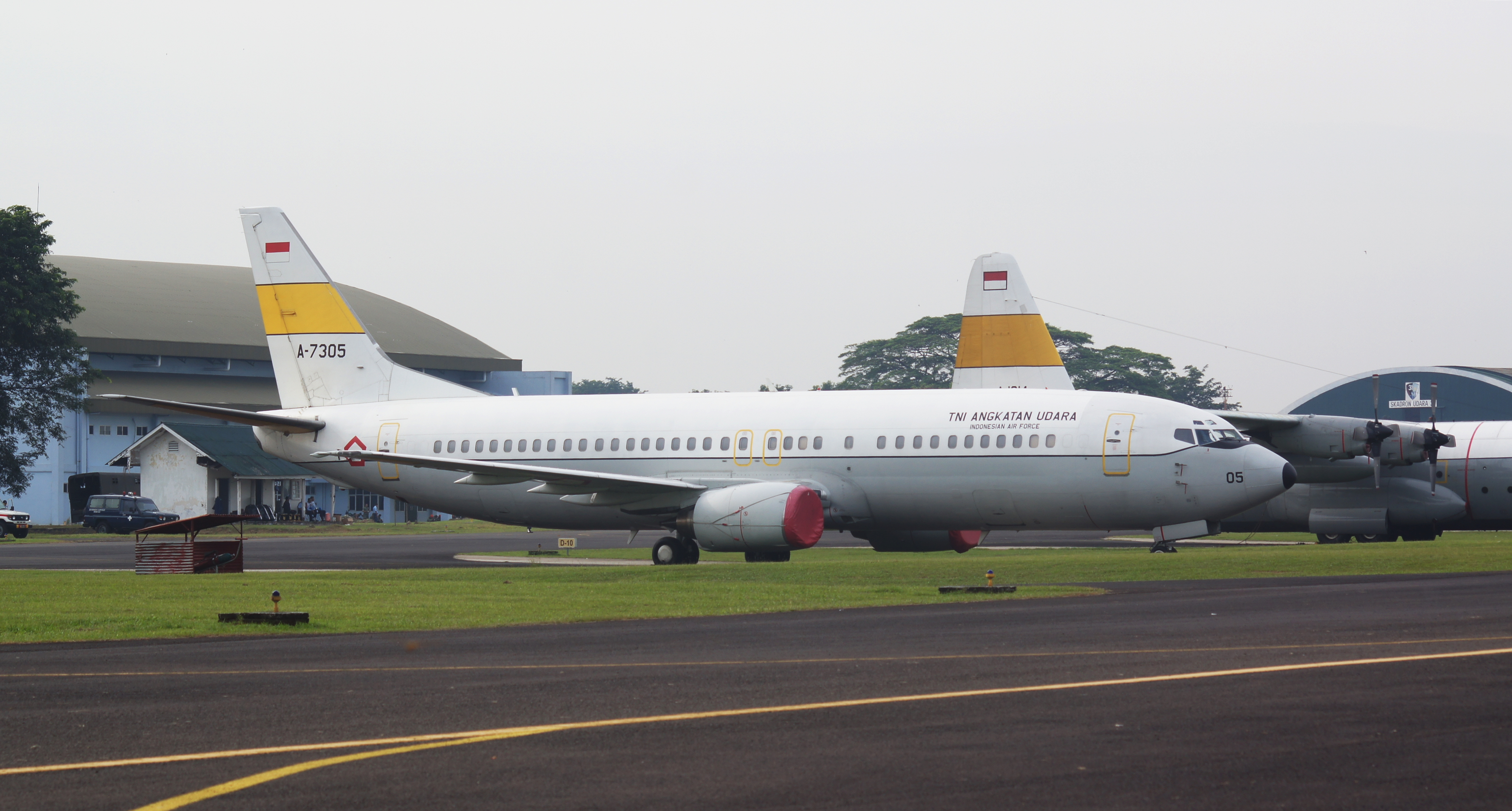
Boeing 737-400 ВВС Индонезии в аэропорту
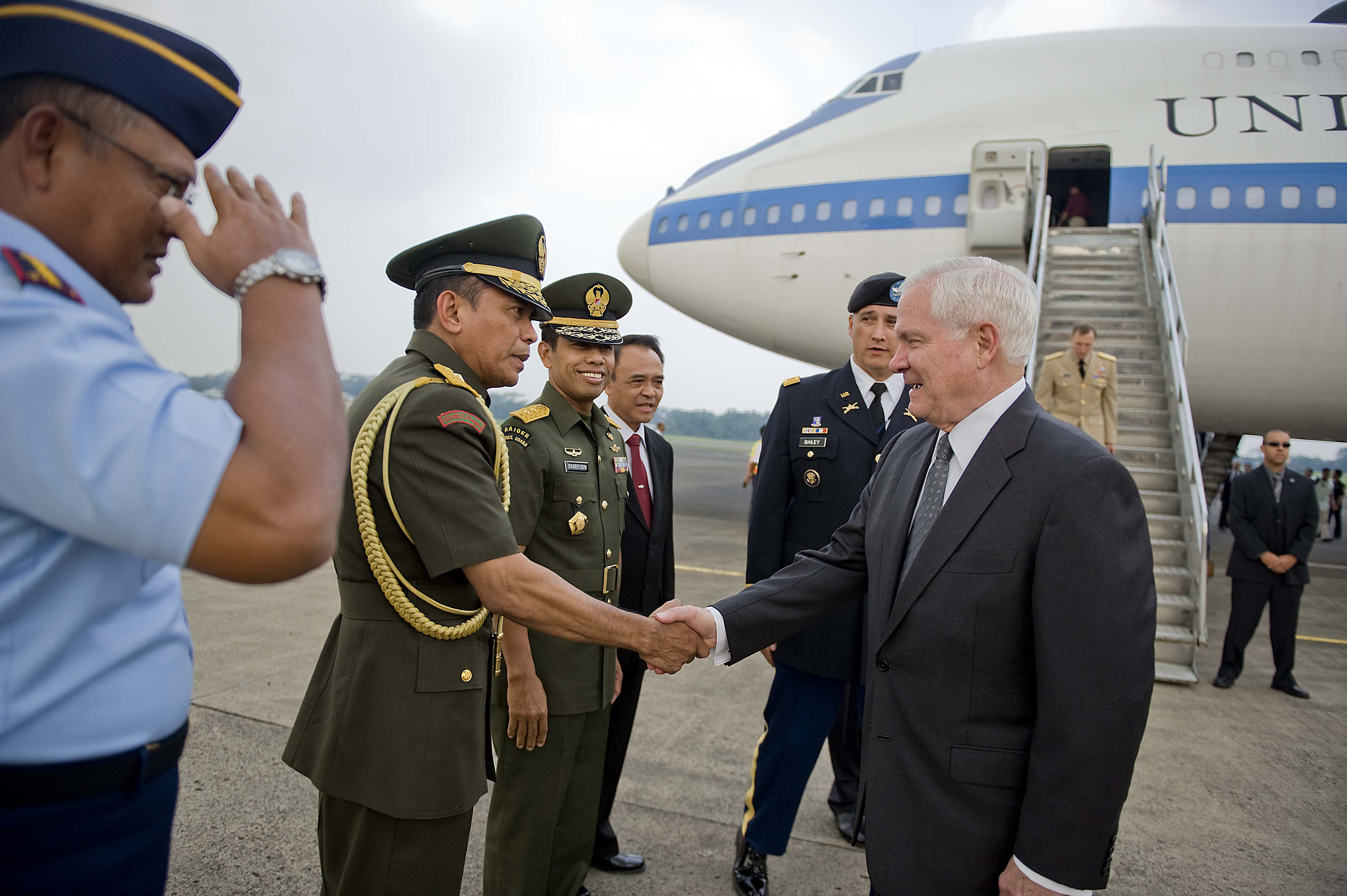
Министр обороны США Роберт Гейтс, во время своего официального визита в Индонезию, 22 июля 2010
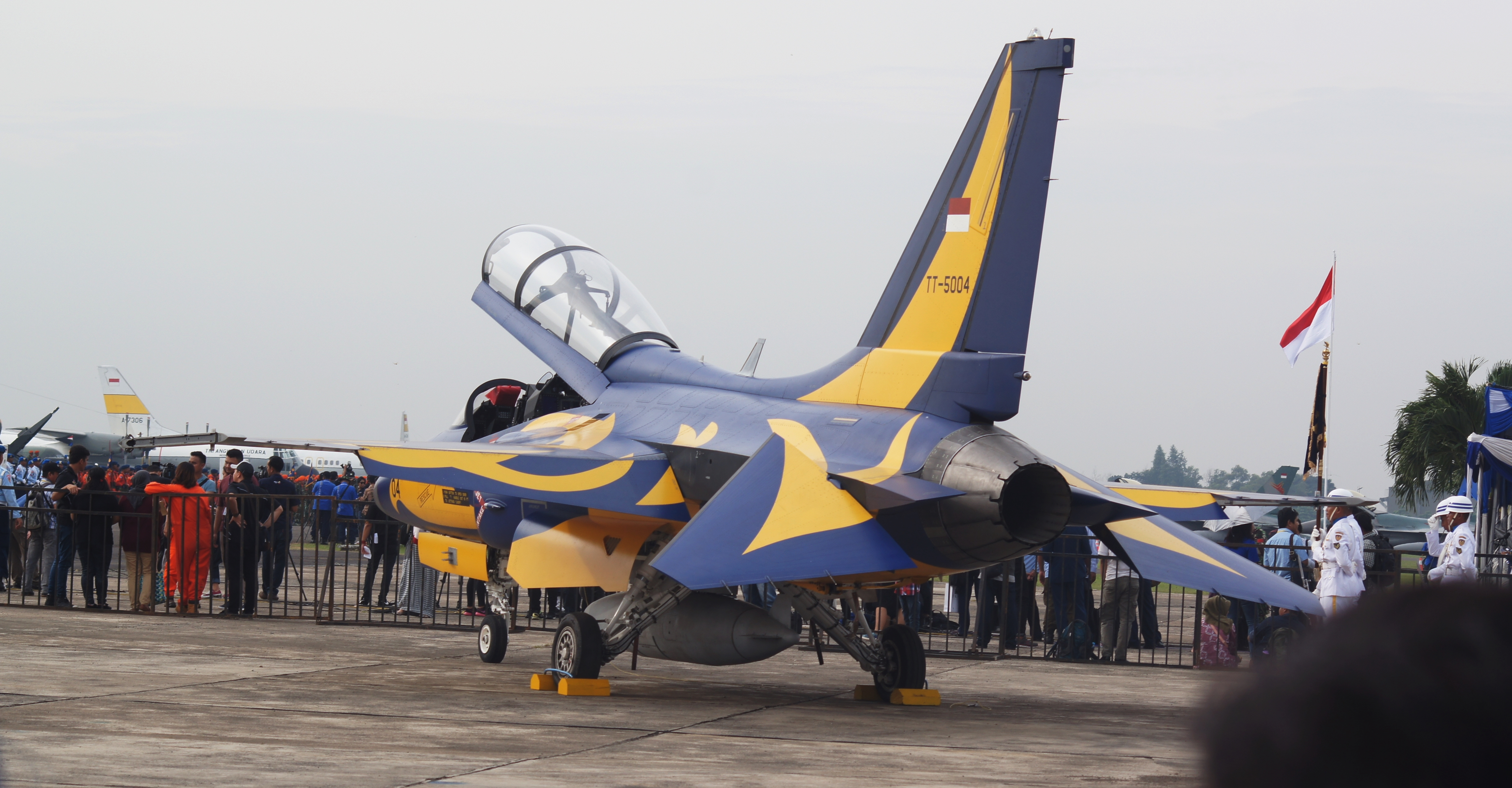
KAI T-50i Golden Eagle ВВС Индонезии во время авиашоу в аэропорту
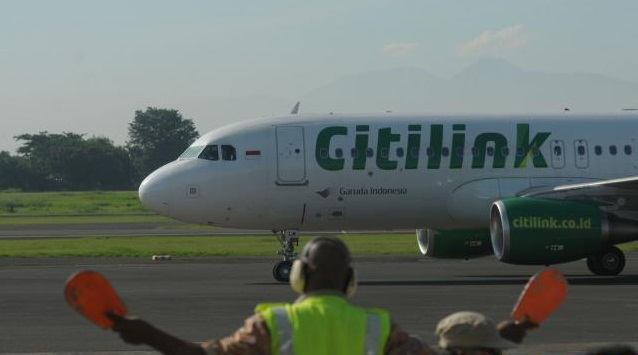
Airbus A320-200 авиакомпании Citilink совершает посадку в аэропорту

## Авиакатастрофы и происшествия
- 24 июня 1982 года: Boeing 747-200 авиакомпании British Airways, следовавший из Лондона в Окленд, пролетел сквозь облако вулканического пепла, выброшенное извержением вулкана Галунггунг, что привело к отказу всех четырех двигателей. Экипаж направил самолет в Джакарту, и он благополучно приземлился.
- 9 мая 2012 года: Sukhoi Superjet 100 врезался в гору Салак во время испытательного полета, в результате чего погибли все 45 человек, находившиеся на борту. Про данным следствия было установило, что причиной стала ошибка пилота.
- 21 июня 2012 г: Самолет Fokker F-27 ВВС Индонезии разбился во время посадки, врезавшись в жилой комплекс недалеко от аэропорта[13].
- 4 апреля 2016 года: Boeing 737-800 авиакомпании Batik Air, во время руления столкнулся с самолетом ATR-42 авиакомпании TransNusa. Законцовка крыла Boeing 737 разрезала хвост ATR. Законцовка загорелась, но была быстро потушена. Никто на борту не погиб[14].
- 20 марта 2021 года: самолет Boeing 737-400 A Trigana Air вернулся из-за проблем с шасси. Когда самолет приземлился, шасси разрушилось, в результате чего самолет вылетел за пределы взлетно-посадочной полосы. О погибших и пострадавших не сообщалось.